# 多果槭
多果槭（学名：Acer prolificum）为槭树科槭属下的一个种。

## 扩展阅读
- 維基物種上的相關：多果槭